# The Girl That Lost Her Mind
The Girl That Lost Her Mind is een nummer van de Nederlandse rockband The Sheer uit 2006. Het is de eerste single van hun tweede studioalbum Feel the Need.
Het nummer bestaat uit twee delen, waarvan het tweede deel ongeveer een halve minuut langer is dan het eerste. Alleen het eerste deel werd als single uitgebracht, en haalde de 25e positie in de Nederlandse Top 40.